# Rai Ulun
Rai Ulun (Raiulun) ist eine osttimoresische Aldeia im Suco Leohito (Verwaltungsamt Balibo, Gemeinde Bobonaro). 2015 lebten in der Aldeia 486 Menschen.

## Geographie
Rai Ulun bildet den Südosten des Sucos Leohito. Östlich befindet sich die Aldeia Faloai und nordöstlich die Aldeia Mohak. Im Norden grenzt Rai Ulun an den Suco Balibo Vila und im Westen an den Suco Cowa. Im Süden bildet der Talau die Grenze zu Indonesien.
Quer durch Rai Ulun führt die Straße des Sucos. An ihr liegt im Süden das Dorf Rai Ulun. Im Zentrum der Aldeia zweigt eine Straße nach Westen nach Cowa ab. An ihr befindet sich das Dorf Derok Ren (Derokren). Schließlich teilt sich die Straße in zwei Richtungen und führt entlang der Nordgrenze nach Cowa im Westen und nach Balibo Vila im Nordosten. Straße und Grenze teilt das Dorf Oepauk. Bis 2015 verlief die Grenze durch den Ort noch senkrecht zur Straße.
In Derok Ren gibt es eine Grundschule und etwas südlich vom Dorf ein Stützpunkt der Unidade de Patrulhamento de Fronteira (UPF), der Grenzpolizei.

## Politik
2023 wurde Americo Vasco zum Chefe de Aldeia gewählt.